# Supercoupe de Macédoine du Nord de football
La Supercoupe de Macédoine du Nord de football est une compétition de football créée en 2011, opposant le champion de Macédoine du Nord au vainqueur de la coupe de Macédoine du Nord lors d'un unique match.

## Palmarès
| Année | Équipe 1         | Résultat           | Équipe 2             |
| ----- | ---------------- | ------------------ | -------------------- |
| 2011  | FK Škendija 79   | 2 - 1              | FK Metalurg Skopje   |
| 2013  | FK Vardar Skopje | 1 - 0              | FK Teteks Tetovo     |
| 2015  | FK Vardar Skopje | 1 - 1 ap 4 - 3 tab | FK Rabotnički Skopje |